# Michał Czyż
Michał Czyż (ur. 1954) – polski dyplomata, ambasador RP w Szwecji (2005–2010).

## Życiorys
Pracował w ambasadzie RP w Kopenhadze oraz w stałym przedstawicielstwie RP przy Unii Europejskiej w Brukseli jako zastępca ambasadora. Był dyrektorem Sekretariatu Ministra Spraw Zagranicznych. Od 20 września 2005 do 2010 był ambasadorem RP w Szwecji.